# 2000-es labdarúgó-Európa-bajnokság (selejtező)
A 2000-es labdarúgó-Európa-bajnokság selejtező mérkőzéseit 1998 júniusától 1999 novemberéig játszották le. A selejtezőben 49 válogatott vett részt. A házigazda Belgium és Hollandia nem vett részt a selejtezőkben.
Magyarország a selejtezőben a 7. csoportba került. Az ellenfelek Románia, Portugália, Szlovákia, Azerbajdzsán és Liechtenstein voltak.  Magyarország a csoportjában a negyedik helyen végzett, így nem jutott ki az Európa-bajnokságra.

## Sorsolás
A selejtezők sorsolását 1998. január 18-án tartották Gentben, Belgiumban. Magyarország a 4. kalapba került. A 49 válogatottat 9 csoportba sorsolták. Négy csoportban hat, öt csoportban öt válogatott szerepelt.

### Kiemelés
| 1. kalap | 2. kalap | 3. kalap                                                                                        | 4. kalap | 5. kalap |
| --- | --- | ----------------------------------------------------------------------------------------------- | --- | --- |
| - Németország - Spanyolország - Románia - Oroszország - Anglia - Skócia - Jugoszlávia - Olaszország - Norvégia | - Bulgária - Horvátország - Dánia - Portugália - Ausztria - Franciaország - Csehország - Törökország - Görögország | - Írország - Svájc - Svédország - Litvánia - Ukrajna - Szlovákia - Finnország - Izrael - Grúzia | - Lengyelország - Magyarország - Észak-Írország - Bosznia-Hercegovina - Lettország - Macedónia - Ciprus - Wales - Izland | - Fehéroroszország - Szlovénia - Örményország - Albánia - Feröer - Luxemburg - Moldova - Azerbajdzsán - Észtország - Málta - Liechtenstein - San Marino - Andorra |

## Játékvezetők
- Gerd Grabher
- Dietmar Drabek
- Konrad Plautz
- Günter Benkö
- Manfred Schüttengruber
- Fritz Stuchlik
- Bujar Pregja
- Karen Nalbandján
- Asim Khudiev
- Michel Piraux
- Armand Ancion
- Éric Blareau
- Eric Romain
- Luc Huyghe
- Fernand Meese
- Salem Prolić
- Szergej Smolik
- Atanas Uzunov
- Anton Getsov
- Edo Trivković
- Goran Marić
- Željko Širić
- Andréasz Jeorjíu
- Costas Kapitanis
- Kim Milton Nielsen
- Knud Erik Fisker
- Jørn West Larsen
- Knud Stadsgaard
- Claus Bo Larsen
- Gamál al-Gandúr
- David Elleray
- Dermot Gallagher
- Paul Durkin
- Graham Poll
- Leslie Irvine
- Graham Barber
- Peter Jones
- Manuel Díaz Vega
- Antonio López Nieto
- Juan Ansuátegui Roca
- Juan Fernández Marín
- José García Aranda
- Victor Esquinas Torres
- Juan Manuel Brito Arceo
- Arturo Daudén Ibáñez
- Sten Kaldma
- Juha Hirviniemi
- Mikko Vuorela
- Gilles Veissière
- Marc Batta
- Alain Sars
- Claude Colombo
- Stéphane Bré
- Pascal Garibian
- Philippe Kalt
- Edgar Steinborn
- Georg Dardenne
- Bernd Heynemann
- Hartmut Strampe
- Hellmut Krug
- Markus Merk
- Hermann Albrecht
- Giorgos Bikas
- Spyros Papadakos
- Sotirios Vorgias
- Kírosz Vasszárasz
- Puhl Sándor
- Vágner László
- Juhos Attila
- Piller Sándor
- Hanacsek Attila
- Leslie Irvine
- Alan Snoddy
- Richard O’Hanlon
- Michael Ross
- John McDermott
- Gerard Perry
- Herbert Barr
- Gylfi Thór Orrason
- Dani Koren
- Graziano Cesari
- Alfredo Trentalange
- Piero Ceccarini
- Livio Bazzoli
- Fiorenzo Treossi
- Pierluigi Collina
- Robert Boggi
- Stefano Braschi
- Domenico Messina
- Eyjólfur Ólafsson
- Roland Beck
- Alain Hamer
- Charles Schaack
- Vladimir Antonov
- Sašo Lazarevski
- Alfred Micallef
- Charles Agius
- Lawrence Sammut
- Mario van der Ende
- Dick Jol
- Roelof Luinge
- Jan Wegereef
- René Temmink
- Rune Pedersen
- Tom Henning Øvrebø
- Terje Hauge
- Roy Helge Olsen
- Ryszard Wójcik
- Jacek Granat
- Tomasz Mikulski
- Jorge Monteiro Coroado
- Vítor Melo Pereira
- Lucílio Batista
- Joaquim da Silva
- Joaquim Bento Marques
- Constantin Zotta
- Adrian Stoica
- Marcel Lică
- Sorin Corpodean
- Szergej Grigorjevics Huszainov
- Valentyin Valentyinovics Ivanov
- Andrej Pavlovics Butyenko
- Nyikolaj Vlagyiszlavovics Levnyikov
- William Young
- Hugh Dallas
- Claude Détruche
- Urs Meier
- Andreas Schluchter
- Miroslav Radoman
- Zoran Arsić
- Ladislav Gádoši
- Ľuboš Micheľ
- Vladimír Hriňák
- Bohdan Benedik
- Milan Mitrovič
- Leif Sundell
- Anders Frisk
- Karl-Erik Nilsson
- Morgan Norman
- Martin Ingvarsson
- Václav Krondl
- Lubomír Puček
- Miroslav Liba
- Oğuz Sarvan
- Metin Tokat
- İlhami Kaplan
- Vaszil Hrihorovics Melnicsuk
- Valerij Heorhijovics Onufer

## Csoportok
A csoportokban a csapatok oda-visszavágós körmérkőzéseket játszottak egymással. A kilenc csoportgyőztes, valamint a legjobb második helyezett automatikusan kijutott az Európa-bajnokságra. A többi nyolc második helyezett pótselejtezőn vett részt, ezek győztesei szereztek még jogot az Európa-bajnokságon való részvételre.
A sorrend meghatározása
Az Európa-bajnokság selejtezőjében ha két vagy több csapat a csoportmérkőzések után azonos pontszámmal állt, a következő pontok alapján állapították meg a sorrendet:
1. több szerzett pont az azonosan álló csapatok között lejátszott mérkőzéseken
2. jobb gólkülönbség az azonosan álló csapatok között lejátszott mérkőzéseken
3. több szerzett gól az azonosan álló csapatok között lejátszott mérkőzéseken
4. jobb gólkülönbség az összes mérkőzésen
5. több szerzett gól az összes mérkőzésen
6. több idegenben szerzett gól az összes mérkőzésen
7. jobb fair play pontszám (1 pont egy sárga lap, 3 pont a két sárga lap utáni piros lap, 3 pont egy azonnali piros lap, 4 pont egy sárga lap utáni azonnali piros lap)

### 1. csoport
| Hely. | Csapat           | M | Gy | D | V | G+ | G– | Gk | P  | Továbbjutás                           |     | Olaszország | Dánia | Svájc | Wales | Fehéroroszország |
| ----- | ---------------- | - | -- | - | - | -- | -- | -- | -- | ------------------------------------- | --- | ----------- | ----- | ----- | ----- | ---------------- |
| 1.    | Olaszország      | 8 | 4  | 3 | 1 | 13 | 5  | +8 | 15 | Kijutott a 2000-es Európa-bajnokságra |     | —           | 2–3   | 2–0   | 4–0   | 1–1              |
| 2.    | Dánia            | 8 | 4  | 2 | 2 | 11 | 8  | +3 | 14 | Pótselejtezőbe került                 |     | 1–2         | —     | 2–1   | 1–2   | 1–0              |
| 3.    | Svájc            | 8 | 4  | 2 | 2 | 9  | 5  | +4 | 14 |                                       |     | 0–0         | 1–1   | —     | 2–0   | 2–0              |
| 4.    | Wales            | 8 | 3  | 0 | 5 | 7  | 16 | −9 | 9  |                                       | 0–2 | 0–2         | 0–2   | —     | 3–2   |                  |
| 5.    | Fehéroroszország | 8 | 0  | 3 | 5 | 4  | 10 | −6 | 3  |                                       | 0–0 | 0–0         | 0–1   | 1–2   | —     |                  |

1. 1 2  Egymás elleni pontszám: Dánia 4, Svájc 1.

### 2. csoport
| Hely. | Csapat      | M  | Gy | D | V | G+ | G– | Gk  | P  | Továbbjutás                           |     | Norvégia | Szlovénia | Görögország | Lettország | Albánia | Grúzia |
| ----- | ----------- | -- | -- | - | - | -- | -- | --- | -- | ------------------------------------- | --- | -------- | --------- | ----------- | ---------- | ------- | ------ |
| 1.    | Norvégia    | 10 | 8  | 1 | 1 | 21 | 9  | +12 | 25 | Kijutott a 2000-es Európa-bajnokságra |     | —        | 4–0       | 1–0         | 1–3        | 2–2     | 1–0    |
| 2.    | Szlovénia   | 10 | 5  | 2 | 3 | 12 | 14 | −2  | 17 | Pótselejtezőbe került                 |     | 1–2      | —         | 0–3         | 1–0        | 2–0     | 2–1    |
| 3.    | Görögország | 10 | 4  | 3 | 3 | 13 | 8  | +5  | 15 |                                       |     | 0–2      | 2–2       | —           | 1–2        | 2–0     | 3–0    |
| 4.    | Lettország  | 10 | 3  | 4 | 3 | 13 | 12 | +1  | 13 |                                       | 1–2 | 1–2      | 0–0       | —           | 0–0        | 1–0     |        |
| 5.    | Albánia     | 10 | 1  | 4 | 5 | 8  | 14 | −6  | 7  |                                       | 1–2 | 0–1      | 0–0       | 3–3         | —          | 2–1     |        |
| 6.    | Grúzia      | 10 | 1  | 2 | 7 | 8  | 18 | −10 | 5  |                                       | 1–4 | 1–1      | 1–2       | 2–2         | 1–0        | —       |        |

### 3. csoport
| Hely. | Csapat         | M | Gy | D | V | G+ | G– | Gk  | P  | Továbbjutás                           |     | Németország | Törökország | Finnország | Észak-Írország | Moldova |
| ----- | -------------- | - | -- | - | - | -- | -- | --- | -- | ------------------------------------- | --- | ----------- | ----------- | ---------- | -------------- | ------- |
| 1.    | Németország    | 8 | 6  | 1 | 1 | 20 | 4  | +16 | 19 | Kijutott a 2000-es Európa-bajnokságra |     | —           | 0–0         | 2–0        | 4–0            | 6–1     |
| 2.    | Törökország    | 8 | 5  | 2 | 1 | 15 | 6  | +9  | 17 | Pótselejtezőbe került                 |     | 1–0         | —           | 1–3        | 3–0            | 2–0     |
| 3.    | Finnország     | 8 | 3  | 1 | 4 | 13 | 13 | 0   | 10 |                                       |     | 1–2         | 2–4         | —          | 4–1            | 3–2     |
| 4.    | Észak-Írország | 8 | 1  | 2 | 5 | 4  | 19 | −15 | 5  |                                       | 0–3 | 0–3         | 1–0         | —          | 2–2            |         |
| 5.    | Moldova        | 8 | 0  | 4 | 4 | 7  | 17 | −10 | 4  |                                       | 1–3 | 1–1         | 0–0         | 0–0        | —              |         |

### 4. csoport
| Hely. | Csapat        | M  | Gy | D | V  | G+ | G– | Gk  | P  | Továbbjutás                           |     | Franciaország | Ukrajna | Oroszország | Izland | Örményország | Andorra |
| ----- | ------------- | -- | -- | - | -- | -- | -- | --- | -- | ------------------------------------- | --- | ------------- | ------- | ----------- | ------ | ------------ | ------- |
| 1.    | Franciaország | 10 | 6  | 3 | 1  | 17 | 10 | +7  | 21 | Kijutott a 2000-es Európa-bajnokságra |     | —             | 0–0     | 2–3         | 3–2    | 2–0          | 2–0     |
| 2.    | Ukrajna       | 10 | 5  | 5 | 0  | 14 | 4  | +10 | 20 | Pótselejtezőbe került                 |     | 0–0           | —       | 3–2         | 1–1    | 2–0          | 4–0     |
| 3.    | Oroszország   | 10 | 6  | 1 | 3  | 22 | 12 | +10 | 19 |                                       |     | 2–3           | 1–1     | —           | 1–0    | 2–0          | 6–1     |
| 4.    | Izland        | 10 | 4  | 3 | 3  | 12 | 7  | +5  | 15 |                                       | 1–1 | 0–1           | 1–0     | —           | 2–0    | 3–0          |         |
| 5.    | Örményország  | 10 | 2  | 2 | 6  | 8  | 15 | −7  | 8  |                                       | 2–3 | 0–0           | 0–3     | 0–0         | —      | 3–1          |         |
| 6.    | Andorra       | 10 | 0  | 0 | 10 | 3  | 28 | −25 | 0  |                                       | 0–1 | 0–2           | 1–2     | 0–2         | 0–3    | —            |         |

### 5. csoport
| Hely. | Csapat        | M | Gy | D | V | G+ | G– | Gk  | P  | Továbbjutás                           |     | Svédország | Anglia | Lengyelország | Bulgária | Luxemburg |
| ----- | ------------- | - | -- | - | - | -- | -- | --- | -- | ------------------------------------- | --- | ---------- | ------ | ------------- | -------- | --------- |
| 1.    | Svédország    | 8 | 7  | 1 | 0 | 10 | 1  | +9  | 22 | Kijutott a 2000-es Európa-bajnokságra |     | —          | 2–1    | 2–0           | 1–0      | 2–0       |
| 2.    | Anglia        | 8 | 3  | 4 | 1 | 14 | 4  | +10 | 13 | Pótselejtezőbe került                 |     | 0–0        | —      | 3–1           | 0–0      | 6–0       |
| 3.    | Lengyelország | 8 | 4  | 1 | 3 | 12 | 8  | +4  | 13 |                                       |     | 0–1        | 0–0    | —             | 2–0      | 3–0       |
| 4.    | Bulgária      | 8 | 2  | 2 | 4 | 6  | 8  | −2  | 8  |                                       | 0–1 | 1–1        | 0–3    | —             | 3–0      |           |
| 5.    | Luxemburg     | 8 | 0  | 0 | 8 | 2  | 23 | −21 | 0  |                                       | 0–1 | 0–3        | 2–3    | 0–2           | —        |           |

1. 1 2  Egymás elleni pontszám: Anglia 4, Lengyelország 1.

### 6. csoport
| Hely. | Csapat        | M | Gy | D | V | G+ | G– | Gk  | P  | Továbbjutás                           |     | Spanyolország | Izrael | Ausztria | Ciprusi Köztársaság | San Marino |
| ----- | ------------- | - | -- | - | - | -- | -- | --- | -- | ------------------------------------- | --- | ------------- | ------ | -------- | ------------------- | ---------- |
| 1.    | Spanyolország | 8 | 7  | 0 | 1 | 42 | 5  | +37 | 21 | Kijutott a 2000-es Európa-bajnokságra |     | —             | 3–0    | 9–0      | 8–0                 | 9–0        |
| 2.    | Izrael        | 8 | 4  | 1 | 3 | 25 | 9  | +16 | 13 | Pótselejtezőbe került                 |     | 1–2           | —      | 5–0      | 3–0                 | 8–0        |
| 3.    | Ausztria      | 8 | 4  | 1 | 3 | 19 | 20 | −1  | 13 |                                       |     | 1–3           | 1–1    | —        | 3–1                 | 7–0        |
| 4.    | Ciprus        | 8 | 4  | 0 | 4 | 12 | 21 | −9  | 12 |                                       | 3–2 | 3–2           | 0–3    | —        | 4–0                 |            |
| 5.    | San Marino    | 8 | 0  | 0 | 8 | 1  | 44 | −43 | 0  |                                       | 0–6 | 0–5           | 1–4    | 0–1      | —                   |            |

1. 1 2  Egymás elleni pontszám: Izrael 4, Ausztria 1.

### 7. csoport
| Hely. | Csapat        | M  | Gy | D | V | G+ | G– | Gk  | P  | Továbbjutás                           |     | Románia | Portugália | Szlovákia | Magyarország | Azerbajdzsán | Liechtenstein |
| ----- | ------------- | -- | -- | - | - | -- | -- | --- | -- | ------------------------------------- | --- | ------- | ---------- | --------- | ------------ | ------------ | ------------- |
| 1.    | Románia       | 10 | 7  | 3 | 0 | 25 | 3  | +22 | 24 | Kijutott a 2000-es Európa-bajnokságra |     | —       | 1–1        | 0–0       | 2–0          | 4–0          | 7–0           |
| 2.    | Portugália    | 10 | 7  | 2 | 1 | 32 | 4  | +28 | 23 | Kijutott a 2000-es Európa-bajnokságra |     | 0–1     | —          | 1–0       | 3–0          | 7–0          | 8–0           |
| 3.    | Szlovákia     | 10 | 5  | 2 | 3 | 12 | 9  | +3  | 17 |                                       |     | 1–5     | 0–3        | —         | 0–0          | 3–0          | 2–0           |
| 4.    | Magyarország  | 10 | 3  | 3 | 4 | 14 | 10 | +4  | 12 |                                       | 1–1 | 1–3     | 0–1        | —         | 3–0          | 5–0          |               |
| 5.    | Azerbajdzsán  | 10 | 1  | 1 | 8 | 6  | 26 | −20 | 4  |                                       | 0–1 | 1–1     | 0–1        | 0–4       | —            | 4–0          |               |
| 6.    | Liechtenstein | 10 | 1  | 1 | 8 | 2  | 39 | −37 | 4  |                                       | 0–3 | 0–5     | 0–4        | 0–0       | 2–1          | —            |               |

1. 1 2  Az egymás elleni pontszám (3) döntetlen. Egymás elleni gólkülönbség: Azerbajdzsán +3, Liechtenstein −3.

### 8. csoport
| Hely. | Csapat       | M | Gy | D | V | G+ | G– | Gk  | P  | Továbbjutás                           |     | Szerbia és Montenegró | Írország | Horvátország | Észak-Macedónia | Málta |
| ----- | ------------ | - | -- | - | - | -- | -- | --- | -- | ------------------------------------- | --- | --------------------- | -------- | ------------ | --------------- | ----- |
| 1.    | Jugoszlávia  | 8 | 5  | 2 | 1 | 18 | 8  | +10 | 17 | Kijutott a 2000-es Európa-bajnokságra |     | —                     | 1–0      | 0–0          | 3–1             | 4–1   |
| 2.    | Írország     | 8 | 5  | 1 | 2 | 14 | 6  | +8  | 16 | Pótselejtezőbe került                 |     | 2–1                   | —        | 2–0          | 1–0             | 5–0   |
| 3.    | Horvátország | 8 | 4  | 3 | 1 | 13 | 9  | +4  | 15 |                                       |     | 2–2                   | 1–0      | —            | 3–2             | 2–1   |
| 4.    | Macedónia    | 8 | 2  | 2 | 4 | 13 | 14 | −1  | 8  |                                       | 2–4 | 1–1                   | 1–1      | —            | 4–0             |       |
| 5.    | Málta        | 8 | 0  | 0 | 8 | 6  | 27 | −21 | 0  |                                       | 0–3 | 2–3                   | 1–4      | 1–2          | —               |       |

### 9. csoport
| Hely. | Csapat              | M  | Gy | D | V | G+ | G– | Gk  | P  | Továbbjutás                           |     | Csehország | Skócia | Bosznia-Hercegovina | Litvánia | Észtország | Feröer |
| ----- | ------------------- | -- | -- | - | - | -- | -- | --- | -- | ------------------------------------- | --- | ---------- | ------ | ------------------- | -------- | ---------- | ------ |
| 1.    | Csehország          | 10 | 10 | 0 | 0 | 26 | 5  | +21 | 30 | Kijutott a 2000-es Európa-bajnokságra |     | —          | 3–2    | 3–0                 | 2–0      | 4–1        | 2–0    |
| 2.    | Skócia              | 10 | 5  | 3 | 2 | 15 | 10 | +5  | 18 | Pótselejtezőbe került                 |     | 1–2        | —      | 1–0                 | 3–0      | 3–2        | 2–1    |
| 3.    | Bosznia-Hercegovina | 10 | 3  | 2 | 5 | 14 | 17 | −3  | 11 |                                       |     | 1–3        | 1–2    | —                   | 2–0      | 1–1        | 1–0    |
| 4.    | Litvánia            | 10 | 3  | 2 | 5 | 8  | 16 | −8  | 11 |                                       | 0–4 | 0–0        | 4–2    | —                   | 1–2      | 0–0        |        |
| 5.    | Észtország          | 10 | 3  | 2 | 5 | 15 | 17 | −2  | 11 |                                       | 0–2 | 0–0        | 1–4    | 1–2                 | —        | 5–0        |        |
| 6.    | Feröer              | 10 | 0  | 3 | 7 | 4  | 17 | −13 | 3  |                                       | 0–1 | 1–1        | 2–2    | 0–1                 | 0–2      | —          |        |

1. 1 2 3  Egymás elleni pontszám: Bosznia-Hercegovina 7, Litvánia 6, Észtország 4.

## Pótselejtezők

### Csoportmásodikok sorrendje
Öt csoportban csak öt csapat vett részt, ezért a második helyen végzett csapatok esetén a csoportjukban az ötödik és hatodik helyezett csapat elleni eredményeket nem kellett figyelembe venni a rangsorolásnál.
Ez alapján a legjobb csoportmásodik kijutott az Európa-bajnokságra. A további nyolc második helyezett pótselejtezőt játszott.
| Hely. | Cs | Csapat      | M | Gy | D | V | G+ | G– | Gk | P  | Továbbjutás                           |
| ----- | -- | ----------- | - | -- | - | - | -- | -- | -- | -- | ------------------------------------- |
| 1.    | 7. | Portugália  | 6 | 4  | 1 | 1 | 11 | 3  | +8 | 13 | Kijutott a 2000-es Európa-bajnokságra |
| 2.    | 3. | Törökország | 6 | 4  | 1 | 1 | 12 | 5  | +7 | 13 | Pótselejtezőbe került                 |
| 3.    | 9. | Skócia      | 6 | 3  | 1 | 2 | 9  | 6  | +3 | 10 | Pótselejtezőbe került                 |
| 4.    | 1. | Dánia       | 6 | 3  | 1 | 2 | 10 | 8  | +2 | 10 | Pótselejtezőbe került                 |
| 5.    | 4. | Ukrajna     | 6 | 2  | 4 | 0 | 6  | 4  | +2 | 10 | Pótselejtezőbe került                 |
| 6.    | 8. | Írország    | 6 | 3  | 1 | 2 | 6  | 4  | +2 | 10 | Pótselejtezőbe került                 |
| 7.    | 6. | Izrael      | 6 | 2  | 1 | 3 | 12 | 9  | +3 | 7  | Pótselejtezőbe került                 |
| 8.    | 5. | Anglia      | 6 | 1  | 4 | 1 | 5  | 4  | +1 | 7  | Pótselejtezőbe került                 |
| 9.    | 2. | Szlovénia   | 6 | 2  | 1 | 3 | 6  | 12 | −6 | 7  | Pótselejtezőbe került                 |

### Párosítások
A további nyolc csoportmásodikot párokba sorsolták, oda-visszavágós pótselejtezőt játszottak. A párosítások győztesei jutottak ki az Európa-bajnokságra.
| 1. csapat | Össz.Tooltip Aggregate score | 2. csapat   | 1. mérk. | 2. mérk. |
| --------- | ---------------------------- | ----------- | -------- | -------- |
| Skócia    | 1–2                          | Anglia      | 0–2      | 1–0      |
| Izrael    | 0–8                          | Dánia       | 0–5      | 0–3      |
| Szlovénia | 3–2                          | Ukrajna     | 2–1      | 1–1      |
| Írország  | 1–1 (i.g.)                   | Törökország | 1–1      | 0–0      |

### 1. mérkőzések
| 1999. november 13. 14:00 UTC±0 |

| Skócia | 0–2               | Anglia          |
| ------ | ----------------- | --------------- |
|        | (0–2) Jegyzőkönyv | Scholes 21' 42' |

| Hampden Park, Glasgow Nézőszám: 50 132 Játékvezető: Manuel Díaz Vega (spanyol) |

| 1999. november 13. 19:00 (UTC+1) |

| Szlovénia                | 2–1               | Ukrajna        |
| ------------------------ | ----------------- | -------------- |
| Zahovič 53' Ačimovič 83' | (0–1) Jegyzőkönyv | Shevchenko 33' |

| Bežigrad Stadium, Ljubljana Nézőszám: 17 000 Játékvezető: Urs Meier (svájci) |

| 1999. november 13. 20:05 (UTC+2) |

| Izrael | 0–5               | Dánia                                                       |
| ------ | ----------------- | ----------------------------------------------------------- |
|        | (0–2) Jegyzőkönyv | Tomasson 2' 34' Tøfting 67' Jørgensen 68' Steen Nielsen 73' |

| Ramat Gan Stadion, Tel-Aviv Nézőszám: 42 000 Játékvezető: David Elleray (angol) |

| 1999. november 13. 19:00 (UTC±0) |

| Írország  | 1–1               | Törökország            |
| --------- | ----------------- | ---------------------- |
| Keane 79' | (0–0) Jegyzőkönyv | Havutçu 83' (11-esből) |

| Lansdowne Road, Dublin Nézőszám: 33 610 Játékvezető: Anders Frisk (svéd) |

### 2. mérkőzések
| 1999. november 17. 19:00 (UTC+2) |

| Ukrajna    | 1–1               | Szlovénia  |
| ---------- | ----------------- | ---------- |
| Rebrov 68' | (0–0) Jegyzőkönyv | Pavlin 78' |

| Olympic Stadium, Kijev Nézőszám: 45 000 Játékvezető: Bernd Heynemann (német) |

Szlovénia jutott ki az Európa-bajnokságra 3–2-es összesítéssel.
| 1999. november 17. 20:00 (UTC+2) |

| Törökország | 0–0         | Írország |
| ----------- | ----------- | -------- |
|             | Jegyzőkönyv |          |

| Bursa Atatürk Stadium, Bursa Nézőszám: 19 900 Játékvezető: Gilles Veissière (francia) |

Összesítésben 1–1, Törökország jutott ki az Európa-bajnokságra, idegenben szerzett több góllal.
| 1999. november 17. 19:15 (UTC+1) |

| Dánia                                  | 3–0               | Izrael |
| -------------------------------------- | ----------------- | ------ |
| Sand 4' Steen Nielsen 14' Tomasson 64' | (2–0) Jegyzőkönyv |        |

| Parken Stadion, Koppenhága Nézőszám: 41 186 Játékvezető: Vítor Melo Pereira (portugál) |

Dánia jutott ki az Európa-bajnokságra 8–0-s összesítéssel.
| 1999. november 17. 20:00 (UTC±0) |

| Anglia | 0–1               | Skócia        |
| ------ | ----------------- | ------------- |
|        | (0–1) Jegyzőkönyv | Hutchison 39' |

| Wembley Stadion, London Nézőszám: 75 848 Játékvezető: Pierluigi Collina (olasz) |

Anglia jutott ki az Európa-bajnokságra 2–1-es összesítéssel.